# 陈烈 (宋朝)
陈烈（1012年—1087年），字季慈，又字季甫，学者称季甫先生，福建侯官（今福州市）人，宋朝政治人物。

## 生平
大中祥符五年（1012年）生，庆历元年（1041年），初举进士，不利，即罷舉。嘉祐三年（1058年）因欧阳修推薦，授安州司户参军，力辭不受。後为本州教授，在职不受廪奉。元祐元年（1086年），诏以宣德郎致仕，次年回福州当教授。陈烈與刘彝、陈襄、郑穆、周希孟并稱海滨五先生，又與陈襄、郑穆、周希孟并稱海滨四先生。元祐元年（1086年）病卒，享年七十六。著有《孝报经》三卷。